# Владимир Радмановић
Владимир Радмановић (Требиње, 19. новембар 1980) бивши је српски кошаркаш. Играо је на позицији крилног центра, а наступао је за Црвену звезду, ФМП Железник, Сијетл суперсониксе, Лос Анђелес клиперсе, Лос Анђелес лејкерсе, Шарлот бобкетсе, Голден Стејт вориорсе, Атланта хоксе, а играчку каријеру је завршио у Чикаго булсима.
Радмановић је освојио златну медаљу на Светском првенству 2002.

## Биографија
Рођен је у Требињу у породици Стефана Радмановића, официра ЈНА. Кошарку је почео да тренира у јуниорима Партизана, али је касније прешао у млађи тим Црвене звезде.

### Црвена звезда
У првенству 1997/98, када је Црвена звезда била првак Југославије за први тим је одиграо две утакмице. У сезони 1998/99. је на 10 утакмица убацивао просечно 5,9 поена. Црвена звезда је сезону завршила на другом месту, иза Будућности, будући да је такмичење прекинуто пре доигравања због НАТО бомбардовања СРЈ. За време бомбардовања Радмановић је наступао на Најк хуп самиту у Тампи за који је добио позив у току регуларне сезоне.
Већу минутажу у Црвеној звезди добио је након одласка Миленка Топића у Будућност. У тој сезони имао је просечно 7,2 поена за 35,2 минута. У полуфиналу доигравања Црвена звезда је изгубила од КК Партизана укупним резултатом 3:2. На крају сезоне из тима су отишли Игор Ракочевић, Јово Станојевић и Драган Луковски, а у нову сезону Звезда је ушла са великим финансијским проблемима и младом екипом коју су предводили Радмановић, Милош Вујанић и Милутин Алексић. Радмановић се потпуно афирмисао у сезони 2000/01, када је у регуларној сезони имао 16,4 поена по мечу, а 13,1 поен уз 9,9 скокова у Купу Сапорте. У јануару 2001. Радмановић је због неисплаћених обавеза напустио Црвену звезду и прешао у ФМП.
На НБА драфту 2001. одабрали су га Сијетл суперсоникси. Добио је и позив селектора Светислава Пешића за Европско првенство у кошарци 2001. али га је одбио како би се спремио за НБА лигу.

### НБА

#### Сијетл суперсоникси
У својој првој сезони у NBA, Радмановић је 18 пута био у стартној петорци. Просечно је давао 6,7 поена за 20 минута по мечу, а у доигравању имао је просечно 7,6 поена. Проценат убачених тројки му је био 42%, а изабран је у најбољи други тим новајлија те сезоне.
Следеће сезоне у НБА бележио је просечно 10,1 поена за 26 минута по мечу. Рекорд сезоне, са 29 убачених поена, имао је 25. јануара 2003. против Мемфиса, када је био најефикаснији играч Сијетла, а три пута је имао двоцифрен учинак по броју поена и скокова. Суперсоникси се те сезоне нису пласирали у доигравања, а Радмановић се није одазвао позиву новог селектора Душка Вујошевића да игра на Европском првенству 2003. у Шведској, на ком је репрезентација Србије и Црне Горе заузела 6. место.
Сезона 2003/04. је, по статистичким показатељима, била најбоља сезона у дотадашњој Радмановићевој НБА каријери. Убацивао је 12 поена за 30 минута по мечу. На 17 утакмица је постигао 20 или више поена, шест пута је имао двоцифрен учинак по броју поена и скокова. Са 140 убачених тројки био је трећи у екипи и 17. у целој лиги. Био је кандидат за титулу играча који је највише напредовао.
У сезони 2004/2005. је са Рејом Аленом и Рашардом Луисом био важан део тима који се у доигравање пласирао први пут од 2002. Убацивао је просечно 11,8 поена по утакмици, а 26. јануара 2005, на утакмици против Лејскерса, постигао је осам тројки. На крају сезоне потписао је нови уговор са Суперсониксима, али само на годину дана, па је на крају сезоне 2005/06. постао слободни играч.
Следеће НБА сезоне Радмановић је на утакмици против Њујорк Никса постигао 30 поена (што је био његов лични рекорд у НБА). Дана 14. фебруара 2006. Радмановић је постао члан Лос Анђелес клиперса, а уместо њега у Сијетл је стигао Крис Вилкокс. У Клиперсима је имао већу минутажу него у Суперсониксима, а стартер је био на 11 од 30 утакмица. Те сезоне је био међу најбољим тројкашима у лиги. .

#### Лос Анђелес лејкерси
Радмановић се 1. јула 2006. потписао уговор са Лос Анђелес лејкерсима вредан 31.000.000 долара БИло му је обећано место у стартној петорци Лејкерса. Фил Џексон је сматрао да ће његове шутерске способности добро доћи у офанзивној троугао-тактици Лејкерса
Радмановић је 8. фебруара 2007. управи Лејкерса саопштио да је повредио раме када је пао на снегу у Парк Ситију, Јута, дан раније, током Ол-стар викенда 2007. и да ће бити ван терена два месеца. Дана 23. фебруара Радмановић је признао да је пао док је возио сноуборд. Како му је уговор са Лејкерсима забрањивао да се се бави активностима које укључују ризик од повреде (као што је скијање и сноуборд). Радмановић је кажњен са 500.000 долара.

#### Шарлот бобкетси
Лејкерси су 7. фебруара 2009. направили замену у којој је Радмановић потписао за Шарлот, док су у Лејкерсе дошли крило Адам Морисон и бек Шенон Браун.
У октобру 2013. године одлучио је да заврши професионалну кошаркашку каријеру.

### Репрезентација
Са репрезентацијом Југославије освојио је златну медаљу на Светском шампионату у Индијанаполису 2002. године. Наступао је и на Олимпијским играма 2004. у Атини и Европском првенству 2005.
За сениорску репрезентацију СР Југославије је дебитовао на Светском првенству 2002. у Индијанаполису, на ком је Југославија освојила златну медаљу. Радмановић није имао велику минутажу на том шампионату, на само три утакмице улазио је у игру. У полуфиналу против Новог Зеланда, у ком је фаворизована Југославија губила, селектор Пешић је одстранио Радмановића из тима, пошто је у свлачионици јео банану, потпуно незаинтересован за Пешићеве коментаре. Радмановић није играо у другом полувремену, које се завршило победом Југославије у неизвесном финишу. Није играо ни у финалу против Аргентине, а приликом доделе златних медаља, његово место на подијуму заузео је Александар Смиљанић, који је на првенство позван као резерва.
Следеће лето и ЕП 2003. у Шведској је пропустио и вратио се за Олимпијске игре 2004. године. Иза себе је имао сјајну сезону у Сијетлу, а повратак Жељка Обрадовића на место селектора пробудио је огромни ентузијазам код свих. Радмановић је одиграо фантастично прву утакмицу на турниру, убацио је 21 поен Аргентини, али је невероватан шут Ђинобилија у последњој секунди донео пораз репрезентацији СЦГ. На наредном мечу СЦГ је победила будућег вицешампиона Италију, али је у наредним мечева доживљен дебакл – пораз од Новог Зеланда, затим од Шпаније и на крају од Кине у мечу за пролаз даље. Смањили су се минутажа и учинак Радмановића, а дуел у Атини и победа у мечу за 11. место над Анголом последњи је меч који је селекција СЦГ одиграла на Олимпијским играма.
Европско првенство 2005. у Србији и Црној Гори било је и последње репрезентативно такмичење на којем је Радмановић наступао. Он је у пресудном мечу са Француском шутирао тројке 4-5, али га селектор Обрадовић није држао на паркету када се утакмица ломила. Плави су тај меч изгубили и опростили се од такмичења већ у осмини финала. На четири одиграна меча Радмановић је бележио просечно 9 поена и 2,5 скока по мечу. Након лошег резултата репрезентације Србије и Црне Горе на првенству, селектор Жељко Обрадовић је оптужио неколико играча (међу њима и Радмановића) за неодговоран однос према репрезентацији.

## Статистика у НБА

#### Регуларни део сезоне
| Сезона    | Екипа        | ОУ  | СУ  | МПУ  | ПШ%  | 3П%  | СБ%  | СПУ | АПУ | УПУ  | БПУ | ППУ  |
| --------- | ------------ | --- | --- | ---- | ---- | ---- | ---- | --- | --- | ---- | --- | ---- |
| 2001-2002 | Сијетл       | 61  | 16  | 20.2 | .412 | .420 | .681 | 3.8 | 1.3 | .9   | .4  | 6.7  |
| 2002-2003 | Сијетл       | 72  | 16  | 26.5 | .410 | .355 | .706 | 4.5 | 1.3 | .9   | .3  | 10.1 |
| 2003-2004 | Сијетл       | 77  | 38  | 30.1 | .425 | .371 | .748 | 5.3 | 1.8 | 1.04 | .5  | 12.0 |
| 2004-2005 | Сијетл       | 63  | 0   | 29.5 | .409 | .389 | .786 | 4.6 | 1.4 | .9   | .5  | 11.8 |
| 2005-2006 | Сијетл       | 47  | 16  | 23.2 | .401 | .367 | .887 | 4.0 | 1.5 | .7   | .3  | 9.3  |
| 2005-2006 | Клиперси     | 30  | 11  | 29.5 | .417 | .418 | .731 | 5.7 | 2.1 | .97  | .5  | 10.7 |
| 2006-2007 | Лејкерси     | 55  | 15  | 17.9 | .424 | .339 | .726 | 3.3 | 1.2 | .5   | .3  | 6.6  |
| 2007-2008 | Лејкерси     | 65  | 41  | 22.8 | .453 | .406 | .800 | 3.3 | 1.9 | .7   | .2  | 8.4  |
| 2008-2009 | Лејкерси     | 46  | 28  | 16.8 | .444 | .441 | .852 | 2.5 | .8  | .6   | .2  | 5.9  |
| 2008-2009 | Шарлот       | 32  | 3   | 21.1 | .401 | .357 | .645 | 3.3 | 1.3 | .6   | .3  | 8.3  |
| 2008-2009 | Шарлот       | 8   | 0   | 16.6 | .333 | .318 | .667 | 3.6 | .9  | .4   | .1  | 4.9  |
| 2009-2010 | Голден Стејт | 33  | 20  | 23.0 | .385 | .267 | .762 | 4.5 | 1.2 | .8   | .2  | 6.6  |
| 2010-2011 | Голден Стејт | 74  | 6   | 15.8 | .431 | .405 | .882 | 2.9 | 1.1 | .6   | .6  | 5.1  |
| 2011-2012 | Атланта      | 49  | 3   | 15.4 | .376 | .370 | .759 | 2.9 | 1.1 | .4   | .3  | 4.5  |
| 2012-2013 | Чикаго       | 25  | 0   | 5.8  | .302 | .185 | .667 | 1.1 | .3  | .3   | .2  | 1.3  |
| Каријера  | Каријера     | 737 | 213 | 21.9 | .415 | .378 | .758 | 3.8 | 1.4 | .7   | .4  | 8.0  |

#### Плеј-оф
| Сезона   | Екипа    | ОУ | СУ | МПУ  | ПШ%   | 3П%   | СБ%   | СПУ | АПУ | УПУ | БПУ | ППУ |
| -------- | -------- | -- | -- | ---- | ----- | ----- | ----- | --- | --- | --- | --- | --- |
| 2002     | Сијетл   | 5  | 2  | 22.6 | .438  | .538  | 1.000 | 3.6 | 1.0 | .2  | .2  | 7.6 |
| 2005     | Сијетл   | 6  | 0  | 20.3 | .371  | .238  | .500  | 3.0 | .5  | .7  | .5  | 5.3 |
| 2006     | Клиперси | 12 | 2  | 20.5 | .470  | .463  | .696  | 4.0 | 1.1 | .6  | .5  | 8.1 |
| 2008     | Лејкерси | 21 | 21 | 22.9 | .444  | .372  | .833  | 3.8 | 1.5 | .6  | .0  | 8.0 |
| 2012     | Атланта  | 2  | 0  | 7.5  | .000  | .000  | .000  | .5  | .5  | .0  | .0  | .0  |
| 2013     | Чикаго   | 1  | 0  | 10.0 | 1.000 | 1.000 | .000  | .0  | 1.0 | 2.0 | .0  | 9.0 |
| Каријера | Каријера | 47 | 25 | 21.0 | .440  | .396  | .735  | 3.5 | 1.1 | .6  | .2  | 7.3 |